# Primera División
Die Primera División (baskisch lehen maila; katalanisch Primera Divisió; deutsch Erste Division; Sponsorenname LaLiga EA Sports) ist die höchste spanische Liga im Männerfußball. Sie existiert seit der Saison 1929 und wird von der Liga Nacional de Fútbol Profesional (LFP) (bekannt als LaLiga) betrieben. Von 2008 bis 2016 trug die Liga den Sponsorennamen Liga BBVA. 2016 wurde LaLiga Santander als neuer Namenssponsor der spanischen Fußballliga bestätigt, womit BBVA durch eine andere Bank ersetzt wurde. Seit Juli 2023 ist der kanadische Computerspieleentwickler EA Sports Namenssponsor der Liga.
Nach der UEFA-Fünfjahreswertung haben Vereine aus dem spanischen Liga-Fußball in den Saisons 2020/21 bis 2024/25 die drittbesten Ergebnisse in den europäischen Wettbewerben erzielt.

## Regeln

### Modus
Die Liga besteht aus zwanzig Vereinen, die in einer Hin- und Rückrunde den Meister ausspielen. Die Platzierungen in der Tabelle ergeben sich aus den in den Partien erzielten Punkten: drei Punkte für einen Sieg, ein Punkt bei Unentschieden und null Punkte im Falle einer Niederlage. Anders als in der Fußball-Bundesliga entscheidet bei Punktegleichstand nicht sofort die Tordifferenz über die Platzierung, sondern die Ergebnisse der direkten Aufeinandertreffen der punktgleichen Mannschaften. Hieraus ergeben sich aktuell 38 Spieltage mit insgesamt 380 Spielen.

### Zeitraum
Wegen des heißen spanischen Sommers beginnt die Saison im Vergleich zu den anderen großen Ligen Europas spät – meist Ende August oder Anfang September – und endet im Juni. Ein früheres Ende ist nur zu erwarten, wenn nach der Saison eine Weltmeisterschaft oder eine Europameisterschaft folgt. Nur über Weihnachten und Silvester gibt es stets eine kurze Pause, weshalb meistens in der Woche vor Weihnachten noch ein Spieltag werktags ausgetragen wird. Generell finden die Spiele am Wochenende statt; so gestaffelt, dass oft keine zwei Partien gleichzeitig ausgetragen werden. Daraus ergeben sich Anstoßzeiten von 14 Uhr bis 22 Uhr.

### Europapokal-Wettbewerbe
Nach derzeitigem Stand in der UEFA-Fünfjahreswertung spielen die Vereine auf den Plätzen 1 bis 4 in der Gruppenphase der Champions League. Der Verein auf Platz 5 spielt in der Europa League und der Verein auf Platz 6 steigt ins Qualifikations-Playoff für die Conference League ein. Die drei Letztplatzierten steigen in die Segunda División, auch LaLiga2 genannt, ab.
Der Sieger der Copa del Rey, des spanischen Pokalwettbewerbes, erhält ebenfalls das Recht auf einen Startplatz in der Europa League. Sollte der Pokalsieger in der gleichen Saison zumindest Platz 5 in der Liga erreichen, geht der zweite Europa-League-Startplatz an den Sechstplatzierten und der Qualifikationsplatz für die Conference League an den Siebtplatzierten.

### Sonstiges
Seit der Ligagründung 1929 hat es viele Änderungen gegeben. Seit 1929 ist lediglich konstant, dass der direkte Vergleich vor der Tordifferenz (früher: Torverhältnis) den Ausschlag gibt, wenn zwei Mannschaften gleich viele Punkte haben. Die Anzahl der Mannschaften hat sich wie folgt verändert:
| Zeitraum          | Teams |
| ----------------- | ----- |
| 001929 – 1933/34  | 10    |
| 1934/35 – 1940/41 | 12    |
| 1941/42 – 1949/50 | 14    |
| 1950/51 – 1970/71 | 16    |
| 1971/72 – 1986/87 | 18    |
| 1987/88 – 1994/95 | 20    |
| 1995/96 – 1996/97 | 22    |
| seit 1997/98      | 20    |

Die Zahl wurde also beinahe ständig erhöht. Eine Ausnahme bildeten die Spielzeiten 1995/96 und 1996/97. Aufgrund ihrer Verschuldung wurden nach der Saison 1994/95 die Mannschaften von Celta Vigo und dem FC Sevilla in die dritte Liga, die Segunda B, zurückgestuft. Die Mannschaften von Real Valladolid und Albacete Balompié, die sportlich abgestiegen waren, verblieben dafür in der Liga. Offizielle und Fans von Celta und Sevilla protestierten jedoch erfolgreich beim spanischen Fußballverband gegen den Zwangsabstieg. Daher wurde die Liga auf 22 Mannschaften aufgestockt, da auch Valladolid und Albacete erfolgreich gegen das Wirksamwerden ihres Abstiegs protestierten. Nach zwei Spielzeiten wurde die Liga wieder auf 20 Mannschaften reduziert. Als Folge dieser Maßnahme spielt die zweite Liga bis heute mit 22 Mannschaften.
Lange Zeit gab es auch Relegationsspiele um den Abstieg aus der ersten bzw. den Aufstieg aus der zweiten Liga. Mit Unterbrechungen gab es bis 1998/99 zwei feste Absteiger (den Letzten und den Vorletzten) und zwei Mannschaften, die in die Relegationsrunde kamen (der Dritt- und der Viertletzte). In den Spielzeiten 1950/51 bis 1955/56 gab es eine Aufstiegsrunde in der Sommerpause. Dort spielten die zwei Relegationsteams aus der ersten Liga sowie der Zweite und der Dritte aus beiden Staffeln der Segunda División (die Segunda División bestand damals aus zwei Staffeln).
Heute steigen die letzten drei Mannschaften aus der Primera División sicher ab und die ersten beiden Mannschaften der Segunda División sicher auf. Die Mannschaften auf den Plätzen 3 bis 6 der Segunda División erspielen den dritten Aufsteiger in einem Playoff-Modus.
Bis 1995/96 gab es für einen Sieg zwei Punkte, für ein Remis einen. Seither gibt es für einen Sieg drei Punkte.
Seit der Saison 2018/19 qualifizieren sich neben den beiden Pokalfinalisten auch die beiden bestplatzierten Teams in der Liga, die den Einzug ins Pokalfinale nicht geschafft haben, für die Supercopa de España.

### Ausländerbeschränkung
In dem aus 25 Spielern bestehenden Profikader, den jeder Klub am 31. August sowie 31. Januar jeder Saison bekanntgeben muss, dürfen höchstens drei Nicht-EU-Ausländer aufgeführt sein. Abgesehen von den Bürgern der Europäischen Union, für die seit der Bosman-Entscheidung keine Restriktionen mehr existieren, können auch die Bürger der AKP-Staaten seit der Saison 2007/08 aufgrund des Cotonou-Abkommens eine Erlaubnis beantragen, die sie von der Nicht-EU-Ausländer Regel befreit.

## Geschichte

### Vorgeschichte
Vor Gründung der Liga gab es bereits die Copa del Rey, die seit 1902 vergeben wurde. Zudem hatte jede spanische Provinz oder Region ihre eigene Liga. Beispiele hierfür sind die Campeonato de Catalunya in Katalonien, oder auch der Campeonato Centro in der Stadt Madrid und Umgebung. Der Fußball entwickelte sich in Spanien rasant, und schon bald gab es die ersten überregionalen Stars wie Rafael Moreno Aranzadi, Kosename: baskisch Pitxitxi, span. Pichichi, nach dem die Torjägertrophäe Pichichi benannt wurde sowie Josep Samitier, Paulino Alcántara und vor allem Ricardo Zamora, nach dem die Torwarttrophäe Zamora benannt wurde.
Der Profifußball wurde 1926 eingeführt, die ersten Stars konnten bereits nur von ihrem Gehalt als Spieler leben. Bald gab es das Bestreben, auch eine landesweite Liga ins Leben zu rufen. Dies war jedoch schwerer, als zunächst angenommen, da sich besonders die Abgesandten der Ligen Kataloniens und des Baskenlandes dagegen sträubten. In diesen Ligen war die fußballerische Qualität bereits ausgeprägt und es hatten sich viele gute Mannschaften entwickelt und einen Namen gemacht. Zudem gab es damals viele logistische Probleme; Reisen zu Auswärtsspielen konnten vier bis fünf Tage dauern. Man einigte sich auf eine Anfangsgröße von zehn Mannschaften: alle, die bis dato die Copa del Rey gewonnen hatten und die Finalisten.
Als Nachfolger von Real Club Fortuna Vigo und dem früheren Finalisten Real Vigo Sporting Club – unter dem Namen Vigo FC hatte dieser Verein in der Copa del Rey 1908 im Finale gestanden – erwartete auch Celta Vigo einen Startplatz in der ersten Liga. Die restlichen Vereine sprachen sich dagegen aus, da die Reise nach Vigo im äußersten Winkel Spaniens für fast alle Mannschaften die teuerste und längste gewesen wäre. So kam man auf neun Gründungsmitglieder. Für den zehnten Startplatz wurde ein kleines Turnier veranstaltet. Im Finale siegte Racing Santander gegen Celta Vigo.

### Gründungsmitglieder
- Aus dem Baskenland: Athletic Bilbao; Real Unión Irún; Arenas de Getxo; Real Sociedad
- Aus der Autonomen Gemeinschaft Madrid: Real Madrid; Atlético Madrid
- Aus Katalonien: FC Barcelona; Espanyol Barcelona; CE Europa
- Als Mannschaft aus einer weiteren Region qualifizierte sich Racing Santander

### Die Jahre bis zum Spanischen Bürgerkrieg
| Saison  | Spanischer Meister   |
| ------- | -------------------- |
| 1928/29 | FC Barcelona         |
| 1929/30 | Athletic Bilbao      |
| 1930/31 | Athletic Bilbao (2)  |
| 1931/32 | Real Madrid          |
| 1932/33 | Real Madrid (2)      |
| 1933/34 | Athletic Bilbao (3)  |
| 1934/35 | Betis Sevilla        |
| 1935/36 | Athletic Bilbao (4)  |
| 1939/40 | Atlético Madrid      |
| 1940/41 | Atlético Madrid (2)  |
| 1941/42 | FC Valencia          |
| 1942/43 | Athletic Bilbao (5)  |
| 1943/44 | FC Valencia (2)      |
| 1944/45 | FC Barcelona (2)     |
| 1945/46 | FC Sevilla           |
| 1946/47 | FC Valencia (3)      |
| 1947/48 | FC Barcelona (3)     |
| 1948/49 | FC Barcelona (4)     |
| 1949/50 | Atlético Madrid (3)  |
| 1950/51 | Atlético Madrid (4)  |
| 1951/52 | FC Barcelona (5)     |
| 1952/53 | FC Barcelona (6)     |
| 1953/54 | Real Madrid (3)      |
| 1954/55 | Real Madrid (4)      |
| 1955/56 | Athletic Bilbao (6)  |
| 1956/57 | Real Madrid (5)      |
| 1957/58 | Real Madrid (6)      |
| 1958/59 | FC Barcelona (7)     |
| 1959/60 | FC Barcelona (8)     |
| 1960/61 | Real Madrid (7)      |
| 1961/62 | Real Madrid (8)      |
| 1962/63 | Real Madrid (9)      |
| 1963/64 | Real Madrid (10)     |
| 1964/65 | Real Madrid (11)     |
| 1965/66 | Atlético Madrid (5)  |
| 1966/67 | Real Madrid (12)     |
| 1967/68 | Real Madrid (13)     |
| 1968/69 | Real Madrid (14)     |
| 1969/70 | Atlético Madrid (6)  |
| 1970/71 | FC Valencia (4)      |
| 1971/72 | Real Madrid (15)     |
| 1972/73 | Atlético Madrid (7)  |
| 1973/74 | FC Barcelona (9)     |
| 1974/75 | Real Madrid (16)     |
| 1975/76 | Real Madrid (17)     |
| 1976/77 | Atlético Madrid (8)  |
| 1977/78 | Real Madrid (18)     |
| 1978/79 | Real Madrid (19)     |
| 1979/80 | Real Madrid (20)     |
| 1980/81 | Real Sociedad        |
| 1981/82 | Real Sociedad (2)    |
| 1982/83 | Athletic Bilbao (7)  |
| 1983/84 | Athletic Bilbao (8)  |
| 1984/85 | FC Barcelona (10)    |
| 1985/86 | Real Madrid (21)     |
| 1986/87 | Real Madrid (22)     |
| 1987/88 | Real Madrid (23)     |
| 1988/89 | Real Madrid (24)     |
| 1989/90 | Real Madrid (25)     |
| 1990/91 | FC Barcelona (11)    |
| 1991/92 | FC Barcelona (12)    |
| 1992/93 | FC Barcelona (13)    |
| 1993/94 | FC Barcelona (14)    |
| 1994/95 | Real Madrid (26)     |
| 1995/96 | Atlético Madrid (9)  |
| 1996/97 | Real Madrid (27)     |
| 1997/98 | FC Barcelona (15)    |
| 1998/99 | FC Barcelona (16)    |
| 1999/00 | Deportivo La Coruña  |
| 2000/01 | Real Madrid (28)     |
| 2001/02 | FC Valencia (5)      |
| 2002/03 | Real Madrid (29)     |
| 2003/04 | FC Valencia (6)      |
| 2004/05 | FC Barcelona (17)    |
| 2005/06 | FC Barcelona (18)    |
| 2006/07 | Real Madrid (30)     |
| 2007/08 | Real Madrid (31)     |
| 2008/09 | FC Barcelona (19)    |
| 2009/10 | FC Barcelona (20)    |
| 2010/11 | FC Barcelona (21)    |
| 2011/12 | Real Madrid (32)     |
| 2012/13 | FC Barcelona (22)    |
| 2013/14 | Atlético Madrid (10) |
| 2014/15 | FC Barcelona (23)    |
| 2015/16 | FC Barcelona (24)    |
| 2016/17 | Real Madrid (33)     |
| 2017/18 | FC Barcelona (25)    |
| 2018/19 | FC Barcelona (26)    |
| 2019/20 | Real Madrid (34)     |
| 2020/21 | Atlético Madrid (11) |
| 2021/22 | Real Madrid (35)     |
| 2022/23 | FC Barcelona (27)    |
| 2023/24 | Real Madrid (36)     |
| 2024/25 | FC Barcelona (28)    |

Der Anpfiff der Primera División erfolgte am 10. Februar 1929. Das erste Tor erzielte José Prat bei der Partie Espanyol Barcelona gegen Real Unión Irún in der fünften Spielminute.
Wirtschaftlich trennte sich schnell die Spreu vom Weizen: Viele Mannschaften aus Dörfern und Kleinstädten, die sehr beliebt waren, konnten bald nicht mehr mithalten; exemplarisch hierfür ist Real Unión Irún, das nur bis 1932 mithalten konnte. Der dominierende Verein dieser ersten Jahre war Athletic Bilbao, das es auf vier Titel in acht Saisons brachte. 1929/30 gewann man zum ersten Mal ohne eine Niederlage die Meisterschaft. Zwei Saisons später gelang dies Real Madrid ebenfalls. Viele Mannschaften hatten damals noch englische Trainer, der bekannteste war Fred Pentland von Athletic Bilbao. Real Madrid schaffte es, diese Dominanz durch teure Einkäufe für zwei Jahre zu unterbinden. U. a. wurden Luis Regueiro, Josep Samitier und Ricardo Zamora für die damals unglaublich hohe Summe von 150.000 Peseten verpflichtet. Die erste Überraschung der Liga gab es 1934/35, als Betis Sevilla den Titel gewann. Der Spanische Bürgerkrieg, der 1936 ausbrach, unterbrach den Spielbetrieb für drei Saisons.

### Epoche vom Ende des Bürgerkriegs bis 1953
Nach dem Bürgerkrieg herrschte zunächst Chaos. Die neue Regierung tauschte die Führung des Verbandes und den größten Teil der Schiedsrichter aus. Das Stadion von Real Oviedo war zerstört, der Klub durfte mit einer Sondergenehmigung ein Jahr Auszeit vom Spielbetrieb nehmen, ohne abzusteigen. Die große Mannschaft von Athletic Bilbao hatte sich in alle Winde verstreut und spielte nie wieder; es waren nur noch fünf Spieler der Meistermannschaft von 1936 übrig. Was den Verein rettete, war seine glorreiche Jugendarbeit.
So konnte Athletic rasch wieder aufschließen und hatte bald wieder viele Nationalspieler in der eigenen Mannschaft und das Grundgerüst der Meistermannschaft von 1943 aufgebaut. Für Real Madrid begann eine lange Durststrecke ohne Titel. Auch Barcelona fand seinen Weg zunächst nur langsam wieder und entging um zwei Punkte dem Abstieg. Der FC Valencia war mit seinen drei gewonnenen Meisterschaften 1942, 1944 und 1947 die dominierende Kraft.
Der FC Barcelona fing sich mit seinem Torjäger César Rodríguez Ende der 40er wieder und siegte in sechs Jahren vier Mal. Zwischen jeweils zwei Meisterschaften lag der Doppelpack von Atlético Madrid, das damals mit einer der ersten bunten Mannschaften auftrat, angeführt von Larbi Ben Barek. Zu Barcelona stieß mit László Kubala 1951 ein Weltstar. Mit ihm begründet sich der bis heute anhaltende Ruf, dass in Spanien stets die größten Weltstars spielten.

### Dominanz des „weißen Balletts“ (1953–1965)
Real Madrid blieb in den ersten 14 Jahren nach dem Bürgerkrieg ohne einen Ligatitel. Mehrere Male war man hauchdünn am Titel gescheitert und die Vereinsführung wartete darauf, dass der Titel ins neu gebaute Santiago-Bernabéu-Stadion ging. Zur Saison 1953/54 kaufte Real groß ein. Die wichtigste Verpflichtung war Alfredo Di Stéfano, der in den nächsten zehn Jahren die Liga prägte. Eine weitere wichtige Verpflichtung war die von Francisco Gento. So gewann Real Madrid in fünf Jahren vier Titel, unterbrochen lediglich 1955/56, als Athletic Bilbao Meister wurde. Alfredo Di Stéfano wurde bis 1959 fünfmal Torschützenkönig.
Madrid kaufte sich zu den Talenten, mit denen man diese Epoche begonnen hatte, Weltstars, die den Klub international noch bekannter machen. U. a. spielten in dieser Zeit Ferenc Puskás, Raymond Kopa, Didí, Héctor Rial und José Santamaría für den Verein. Der Dauergegner FC Barcelona konnte erst wieder 1959 und 1960 zwei Titel holen, mit dem damals noch relativ unbekannten Helenio Herrera als Trainer.
Barça verpasste jedoch in der Folgezeit den Anschluss an Real. Die guten Spieler wurden entweder verkauft (Evaristo und Luis Suárez) oder beendeten ihre Karriere (Sándor Kocsis, László Kubala und Antoni Ramallets). Im Duell zwischen den beiden Rivalen fiel Barcelona für Jahre zurück. In der Serie von fünf Titeln zwischen 1961 und 1965 war der erste am imposantesten, der heute noch als der überlegenste Titelgewinn in der Primera División gilt. Nach der Auftaktniederlage im Derby gegen Atlético Madrid blieb die Mannschaft 28 Spiele ohne Niederlage und siegte 15-mal hintereinander. Im Schatten der Dominanz des „weißen Balletts“ wird heute oft vergessen, dass der internationale Fußball in jenen Jahren auch von den übrigen Mannschaften der spanischen Eliteliga geprägt wurde.
Nicht nur Real Madrid dominierte mit fünf Titeln im Europapokal der Landesmeister. Stadtrivale Atlético gewann 1962 den Europapokal der Pokalsieger, der FC Barcelona gewann zweimal den Messestädte-Pokal (Vorläufer des UEFA-Pokals), ebenso der FC Valencia und sogar Real Saragossa, in diesen Jahren die dritte Kraft in der Liga, siegte in diesem europaweiten Wettbewerb. Bei den letzten beiden war es jeweils sogar zu rein spanischen Finalbegegnungen gekommen.

### Meisterschaftskampf in Madrid (1965–1973)
In dieser Epoche hieß das Duell nicht mehr Real gegen Barça, sondern Real gegen Atlético.
Barcelona musste 14 Jahre lang auf den nächsten Meistertitel warten und griff, wenn überhaupt, nur noch indirekt in das Meisterschaftsgeschehen ein. So schlug man 1965/66 am vorletzten Spieltag Real Madrid, und Atlético Madrid gewann dadurch die Meisterschaft. Real Madrid hatte es geschafft, eine neue Generation von Spielern aufzubauen, als einziger war Francisco Gento aktiv geblieben und führte die neue Mannschaft um Amancio, Ignacio Zoco und Pirri an. Dennoch war Atlético in diesen Jahren ein ebenbürtiger Gegner. Die Stützen hier waren Luis Aragonés und Enrique Collar.
Allgemein wird angenommen, Atlético hätte mit dem Gewinn des Europapokals der Landesmeister 1974 mit Real endgültig gleichziehen können, doch verlor man das Finale und konnte dem Gegner aus der eigenen Stadt nie mehr so Paroli bieten wie in dieser Zeit. Auch Real Saragossa erlebte eine erfolgreiche Zeit mit zwei Pokalsiegen, einem UEFA-Pokal und dem regelmäßigen Auftauchen auf Platz drei und vier der Endtabelle. Jedoch gelang der Umbruch nicht, und man stieg 1970/71 in die zweite Liga ab.

### Stetiges Duell zwischen Madrid und Barcelona (1973 bis 2012)
Für den FC Barcelona trägt die Saison 1973/74 bis heute fast schon mystische Züge. Grundlage hierfür war die Verpflichtung von Johan Cruyff, der in den Augen der Fans von Barcelona einen ähnlichen Wert besitzt wie der Transfer von Alfredo Di Stéfano für Real Madrid. Die Saison endete mit Barcelonas erster Meisterschaft seit 1960. Viele Katalanen sehen gar eine Verbindung zwischen der Politik jenes Jahres und dem Fußball. Barcelona schlug Real Madrid auswärts 5:0 und im darauffolgenden Jahr starb Spaniens Diktator Francisco Franco, das Ende der Diktatur und die Autonomie Kataloniens folgten.
Real hatte Mitte der 1970er-Jahre drei Deutsche im Kader: Günter Netzer, Paul Breitner und Uli Stielike. Mit ihnen kehrte Real, das 1974 zeitweise in Abstiegsgefahr schwebte, zu alter Stärke zurück und wurde in sechs Jahren fünfmal Meister. Zwischen 1980/81 und 1983/84 reihten zwei baskische Clubs, Real Sociedad San Sebastián und Athletic Bilbao vier Titel aneinander. Mit der Serie von 38 Spielen ohne Niederlage stellte die Mannschaft aus San Sebastián einen Rekord auf, der erst im April 2018 vom FC Barcelona überboten wurde.
Ende der 1980er Jahre gelang Real Madrid mit fünf Titeln in Folge dasselbe Kunststück wie zu Beginn der 60er Jahre. Die Mannschaft wurde Quinta del Buitre genannt, nach dem Spitznamen des Mannschaftskapitäns Emilio Butragueño. Danach reihte wiederum Barcelona vier Titel aneinander. Kurios am Rande zu erwähnen sind die Umstände der beiden Meistergewinne Barcelonas 1992 und 1993, als Real Madrid beide Male am letzten Spieltag bei CD Teneriffa verlor.
Bis 2000 lieferten sich Barcelona und Real Madrid weiterhin stetige Duelle um die Meisterschaft. Immer stärker buhlten beide Mannschaften um die besten Spieler der Welt. Anfang des neuen Jahrtausends standen der FC Valencia und Deportivo La Coruña als Zeichen für das Erstarken einiger dritter Mannschaften, die viel Geld bekommen hatten (meistens durch das Fernsehen) und dies umsetzten. Während La Coruña sich jedoch nur kurzzeitig aus dem Schatten lösen konnte, erreichte Valencia zweimal das Finale der Champions League, gewann den UEFA-Pokal sowie zweimal die spanische Meisterschaft und etablierte sich damit als dritte Kraft hinter Real Madrid und dem FC Barcelona, oft auch als „Best of the Rest“ bezeichnet. Diese verbuchten seit den 90er Jahren nach langem ebenfalls wieder Erfolge im Europapokal, beide gewannen mehrmals die Champions League.
Zu Beginn des 21. Jahrhunderts machte der FC Sevilla auf sich aufmerksam, der zweimal den UEFA-Pokal sowie die Copa del Rey gewann. In der Saison 2006/07 schaffte es Real Madrid nach vier Jahren wieder Meister zu werden, obwohl Barcelona zumeist Tabellenführer gewesen war und in der Saison 2007/08 gelang es Real Madrid zum ersten Mal seit den Meisterschaften im Fünferpack von 1986 bis 1990, den Titel erfolgreich zu verteidigen. Dies schafften sie drei Spieltage vor Ende der Saison. Bedeutend hierbei war eine Kuriosität aufgrund der Tatsache, dass die Spieler aller Vereine, die nach einem vorzeitigen Titelgewinn noch gegen den neuen Meister spielen, traditionellerweise vor dem entsprechenden Spiel für die Spieler des Meisters Spalier stehen und die Spieler des FC Barcelona den Madrilenen diesen Gefallen tun mussten.
Ein weiterer Höhepunkt des Duells zwischen Madrid und Barcelona fand in der Saison 2008/09 statt, als der FC Barcelona im Estadio Santiago Bernabéu 6:2 gewann und sich dadurch den Meistertitel, dem die Madrilenen durch einen Sieg wieder sehr nahe gerückt wären, so gut wie sicherte. Die Saison beherrschte der FC Barcelona beinahe komplett nach Belieben, national sowie auch international. In der darauffolgenden Saison 2009/10 waren der FC Barcelona und Real Madrid von Anfang an auf Augenhöhe. Das lag auch daran, dass Real Transfers in noch nie dagewesener Höhe tätigte. Die Madrilenen verpflichteten Stars wie Cristiano Ronaldo, Kaká, Karim Benzema und Xabi Alonso. Insgesamt bezahlte Real Madrid rund 250 Millionen Euro. Wie erwartet marschierten beide von Sieg zu Sieg, aber Real Madrid musste sich Barça zweimal geschlagen geben, wodurch die Katalanen ihren Titel verteidigen konnten. Am Ende dieser Saison gewann der FC Barcelona 99 von 114 Punkten und Real Madrid 96 Punkte. Damit brach der FC Barcelona den alten Punkterekord von Real Madrid. Erst in der Spielzeit 2010/11 konnte der neue Trainer José Mourinho (u. a. durch die Neuverpflichtungen von Sami Khedira und Mesut Özil) den Madrilenen mehr Sicherheit und Struktur bringen und sie vor allem in den direkten Aufeinandertreffen mit Barcelona „stabilisieren“. Zwar verlor man zunächst mit 0:5 im eigenen Stadion und dadurch auch die Tabellenführung, doch gestalteten sich die weiteren Clásicos in dieser Saison wesentlich enger als in den letzten Jahren. Am Ende verlor man dennoch die Meisterschaft zum dritten Mal in Folge an die Katalanen und scheiterte auch in der Champions League an ihnen. In der darauffolgenden Saison zeigte sich Real Madrid nahezu unschlagbar, konnte sich durch eine beinahe perfekte Saison und einen überlegenen Sieg im Camp Nou bei Barça revanchieren und holte sich am Ende der Saison 2011/12 nach zwei Jahren den Punkterekord mit 100 Punkten zurück.

### Atlético Madrid mischt die Liga zum Dreikampf auf (seit 2012)

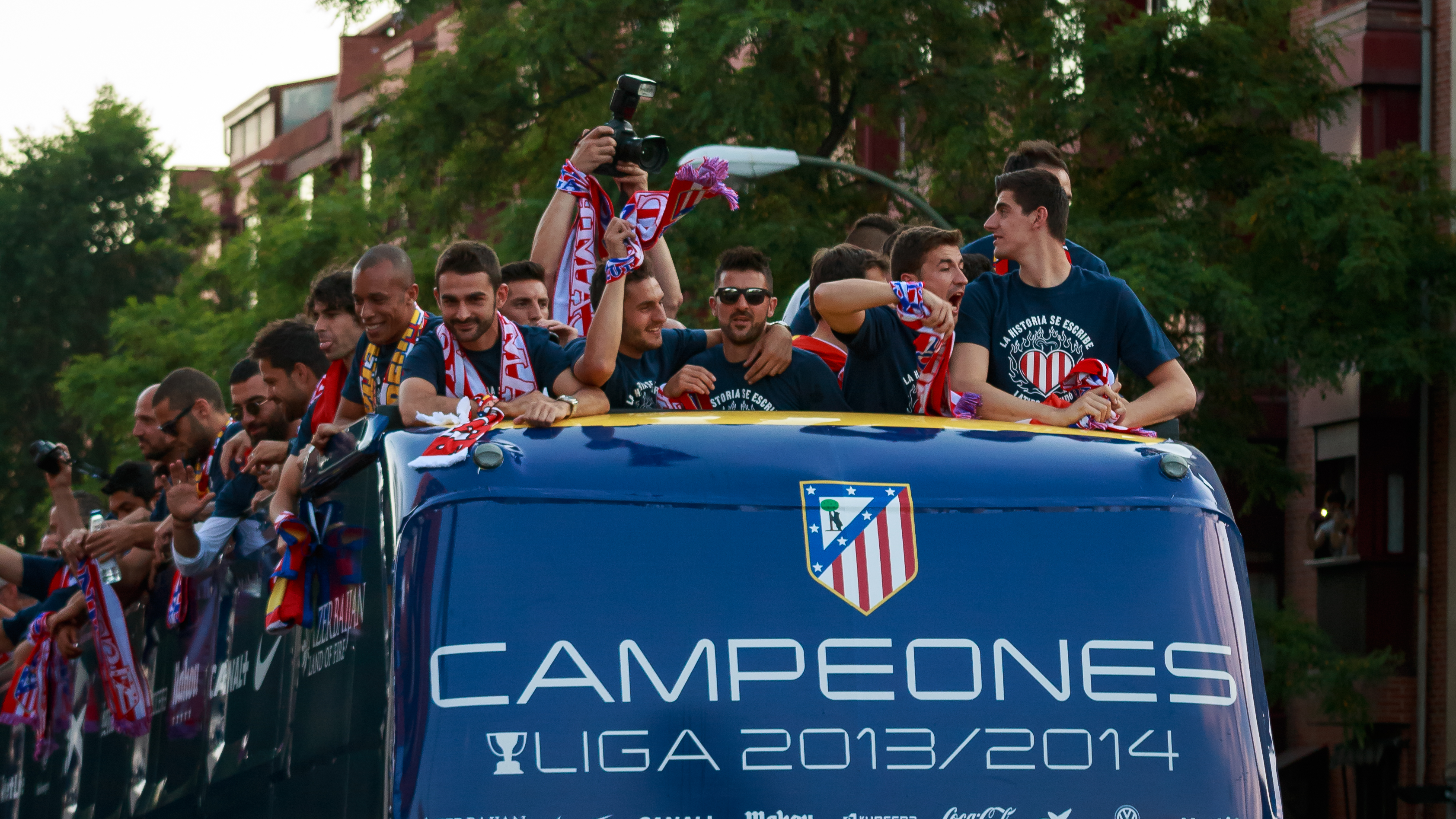
Spieler von Atlético Madrid bei der Feier der Meisterschaft 2013/14

Nach diesem unerwartet überlegenen Jahr wurde die Meisterschaft jedoch wieder von den Katalanen dominiert. Nach einer schwachen Hinrunde befanden die Madrilenen sich nur auf Platz 3 hinter dem Lokalrivalen Atlético Madrid, der nun den Barça-Verfolger gab. Zwar konnten sie sich in der Rückrunde deutlich verbessern und den zweiten Platz sichern, doch der FC Barcelona spielte seine Ballsicherheit gegen fast jeden Gegner aus und erreichte damit in der Saison 2012/13 wieder die Meisterschaft und ebenfalls 100 Punkte. 2013/14 gewann mit Atlético Madrid nach zehn Jahren wieder ein anderer Verein die Primera División. Schlüssel dazu war die von Diego Simeone in den letzten Jahren perfektionierte kompakte und effektive Spielweise, mit der sogar der erste Sieg seit 15 Jahren im Madrider Stadtderby gelang. Nachdem Real Madrid die Tabelle angeführt hatte, kam es am Ende der Saison doch zu einem Zweikampf zwischen Atlético und Barça, den Atlético nach 18 Jahren zu seiner zehnten Meisterschaft entscheiden konnte. Auch in der Spielzeit 2014/15 formte sich von nun an ein Dreikampf um den Titel, den der FC Barcelona für sich entscheiden konnte. In der Spielzeit 2015/16 zog Barcelona früh davon, gefolgt von Atlético. Real Madrid entließ Rafael Benítez (* 1960), holte Zinédine Zidane als Trainer und begann eine Aufholjagd, die am letzten Spieltag mit einem Punkt Rückstand zu Gunsten Barcelonas endete. Barcelona holte die sechste Meisterschaft innerhalb von acht Jahren, eine Serie, die nur von den beiden Vereinen aus Madrid unterbrochen wurde. In der Spielzeit 2016/17 holten die Königlichen aus Madrid mit 3 Punkten Vorsprung auf Barcelona ihre 33. Meisterschaft (aktueller spanischer Rekord) und feierten den zweiten Erfolg in der Champions League in Folge, in der Spielzeit 2017/18 dann zum dritten Mal. In dieser Saison wurde Barça mit 99 Treffern und 14 Punkten Vorsprung zum 25. Mal spanischer Meister und Atlético schlug Olympique Marseille mit 3:0 im Finale der UEFA Europa League 2017/18. Das anschließende Derbi madrileño um den UEFA Super Cup 2018 entschied Atlético am 15. August 2018 mit 4:2 nach Verlängerung.
Im Zuge von Erschließungsmaßnahmen auf dem nordamerikanischen Markt, der bis dato vor allem von der englischen Premier League bestimmt wurde, gab LaLiga-Präsident Javier Tebas am 16. August 2018 einen Kooperationsplan bekannt. So soll in Zusammenarbeit mit der US-amerikanischen Relevent-Gruppe für zunächst 15 Jahre die LaLiga North America etabliert werden. Dieses Joint Venture hat zum Ziel, die Liga und den spanischen Fußball auf dem Kontinent präsenter zu machen und neben finanziellen Aspekten auch die dortige Art des Fußballspielens positiv zu beeinflussen. Darüber hinaus soll künftig je ein Saisonspiel der Primera División in den USA oder Kanada ausgerichtet werden.
Die drei einzigen Vereine, die seit der Ligagründung Mitglieder sind und bislang nie absteigen mussten, sind Real Madrid, der FC Barcelona und Athletic Bilbao.

## Statistik

### Titel nach Klub
- Stand: Saisonende 2024/25

| Klub                        | Titel |
| --------------------------- | ----- |
| Real Madrid                 | 36    |
| FC Barcelona                | 28    |
| Atlético Madrid             | 11    |
| Athletic Bilbao             | 8     |
| FC Valencia                 | 6     |
| Real Sociedad San Sebastián | 2     |
| Deportivo La Coruña         | 1     |
| Betis Sevilla               | 1     |
| FC Sevilla                  | 1     |

### Rekordmeister
Rekordmeister ist Real Madrid. Historische Entwicklung:
| - 1929–1930: FC Barcelona (1) - 1930–1931: FC Barcelona und Athletic Bilbao (1) - 1931–1933: Athletic Bilbao (2) - 1933–1934: Athletic Bilbao und Real Madrid (2) - 1934–1952: Athletic Bilbao (3–5) - 1952–1953: Athletic Bilbao und FC Barcelona (5) | - 1953–1956: FC Barcelona (6) - 1956–1958: FC Barcelona und Athletic Bilbao (6) - 1958–1959: FC Barcelona, Athletic Bilbao und Real Madrid (6) - 1959–1962: FC Barcelona (7–8) - 1962–1963: FC Barcelona und Real Madrid (8) - seit 1963: Real Madrid (9–36) |

### Ewige Tabelle
Die 25 bestplatzierten Clubs der Ewigen Tabelle (Saison 1928/29 bis 2017/18), nach der Drei-Punkte-Regel:
| Platz                                                                   | Team                        | Spieljahre | Spiele | Siege | Remis | Niederlagen | Tordifferenz | Punkte | ⌀-Punkte |
| ----------------------------------------------------------------------- | --------------------------- | ---------- | ------ | ----- | ----- | ----------- | ------------ | ------ | -------- |
| 1.                                                                      | Real Madrid                 | 87         | 2800   | 1669  | 562   | 569         | 2857         | 5569   | 1,99     |
| 2.                                                                      | FC Barcelona                | 87         | 2800   | 1609  | 569   | 622         | 2856         | 5396   | 1,93     |
| 3.                                                                      | Atlético Madrid             | 81         | 2652   | 1264  | 608   | 780         | 1261         | 4400   | 1,66     |
| 4.                                                                      | Athletic Bilbao             | 87         | 2800   | 1219  | 646   | 935         | 923          | 4303   | 1,54     |
| 5.                                                                      | FC Valencia                 | 83         | 2702   | 1209  | 623   | 870         | 956          | 4250   | 1,57     |
| 6.                                                                      | FC Sevilla                  | 74         | 2446   | 1007  | 538   | 901         | 298          | 3559   | 1,45     |
| 7.                                                                      | Espanyol Barcelona          | 83         | 2664   | 960   | 621   | 1083        | −281         | 3501   | 1,31     |
| 8.                                                                      | Real Sociedad San Sebastián | 71         | 2340   | 878   | 584   | 878         | 5            | 3218   | 1,38     |
| 9.                                                                      | Real Saragossa              | 58         | 1986   | 698   | 522   | 766         | −164         | 2616   | 1,32     |
| 10.                                                                     | Betis Sevilla               | 52         | 1766   | 624   | 446   | 696         | −330         | 2318   | 1,31     |
| 11.                                                                     | Celta Vigo                  | 52         | 1736   | 599   | 399   | 738         | −348         | 2196   | 1,26     |
| 12.                                                                     | Deportivo La Coruña         | 46         | 1568   | 569   | 403   | 596         | −179         | 2110   | 1,35     |
| 13.                                                                     | Real Valladolid             | 43         | 1466   | 463   | 384   | 619         | −417         | 1773   | 1,21     |
| 14.                                                                     | Sporting Gijón              | 42         | 1458   | 471   | 358   | 629         | −399         | 1771   | 1,21     |
| 15.                                                                     | Racing Santander            | 44         | 1426   | 453   | 335   | 638         | −523         | 1693   | 1,19     |
| 16.                                                                     | CA Osasuna                  | 37         | 1316   | 425   | 326   | 565         | −336         | 1601   | 1,22     |
| 17.                                                                     | CD Málaga und FC Málaga     | 37         | 1294   | 395   | 335   | 564         | −383         | 1517   | 1,17     |
| 18.                                                                     | Real Oviedo                 | 38         | 1192   | 408   | 292   | 492         | −309         | 1516   | 1,27     |
| 19.                                                                     | UD Las Palmas               | 34         | 1134   | 372   | 249   | 513         | −449         | 1365   | 1,20     |
| 20.                                                                     | RCD Mallorca                | 27         | 988    | 333   | 256   | 399         | −189         | 1255   | 1,27     |
| 21.                                                                     | FC Villarreal               | 18         | 684    | 284   | 179   | 221         | 110          | 1031   | 1,51     |
| 22.                                                                     | FC Granada                  | 23         | 742    | 218   | 175   | 349         | −339         | 829    | 1,18     |
| 23.                                                                     | FC Elche                    | 21         | 678    | 203   | 180   | 295         | −272         | 789    | 1,16     |
| 24.                                                                     | Rayo Vallecano              | 18         | 642    | 189   | 148   | 305         | −328         | 715    | 1,11     |
| 25.                                                                     | Hércules Alicante           | 20         | 628    | 184   | 149   | 295         | −334         | 701    | 1,12     |
| Quellen: weltfussball.de rsssf.org (umgerechnet nach Drei-Punkte-Regel) |                             |            |        |       |       |             |              |        |          |

## Organisation des Profifußballs

### Profiliga
Die Liga Nacional de Fútbol Profesional (kurz LFP) wurde am 26. Juli 1984 offiziell ins Leben gerufen und ist, unter dem Dach des spanischen Verbandes jedoch weitestgehend autonom, für die Organisation, Veranstaltung, Lizenzierung und Vermarktung der beiden professionellen spanischen Ligen, der Primera División und der Segunda División A, zuständig. Sie wird gebildet durch sämtliche Profi-Fußballvereine und Kapitalgesellschaften.
Mit 23 weiteren nationalen Profiliga-Verbänden ist die LFP Gründungsmitglied des im Februar 2016 in Zürich gegründeten World Leagues Forum, dessen Ziel es unter anderem ist, die Interessen der Profiligen zentral zu bündeln und deren gemeinsame Ansichten vor der FIFA sowie weiteren Institutionen aus Sport und Politik zu vertreten.

### Struktur der Vereine
Bis in die frühen 1990er Jahre waren die meisten spanischen Klubs nach dem Vereinsrecht organisiert. Die hohe Verschuldung zahlreicher Vereine und die geringe Transparenz ihrer Finanzen, die den Fortbestand des gesamten spanischen Profifußballs bedrohte, führte am 15. Oktober 1990 zur Verabschiedung eines Gesetzes, dass die Umwandlung der Klubs in sogenannte Sociedades anónimas deportivas (SAD) (spanisch für: Sportaktiengesellschaften) vorschrieb und regulierte. Ausgenommen und bis heute als Sportvereine im klassischen Sinne strukturiert sind derzeit im spanischen Profifußball lediglich Real Madrid, der FC Barcelona, Athletic Bilbao und CA Osasuna.
Im Gegensatz zu den Fußballkapitalgesellschaften aus England, Italien oder Deutschland, ist in Spanien bis heute noch kein Klub börsennotiert.

### Beliebtheit der Vereine laut Umfrage 2014
Eine landesweite Umfrage, die im Juni 2014 vom staatlichen spanischen Meinungsforschungsinstitut Centro de Investigaciones Sociológicas (CIS) durchgeführt wurde, zeigte in der Beliebtheit die Kluft zwischen den beiden großen Vereinen und dem Rest. 37,9 % der Spanier antworteten auf die Frage, welcher Fußballverein ihnen am sympathischsten sei, mit Real Madrid, dahinter folgten der Reihe nach FC Barcelona (25,4 %), Atlético Madrid (6,1 %), FC Valencia (3,5 %), Athletic Bilbao (3,3 %), Betis Sevilla (3,2 %), Real Sociedad (1,9 %), Deportivo La Coruña (1,5 %), Real Saragossa und Celta Vigo (1,3 %).

## Finanzierung

### Einordnung nach Umsatz
Mit einem Umsatz von 2,526 Milliarden Euro im Jahre 2016 ist die Primera Division nach der englischen Premier League und der deutschen Bundesliga die drittstärkste Fußballliga und die siebtstärkste Sportliga nach Umsatz. Trotz hoher Einnahmen hatten die Vereine der ersten Spielklasse laut der spanischen Regierung alleine beim Finanzamt am 1. Januar 2012 Schulden in Höhe von insgesamt rund 490 Millionen €. Die Gesamtschulden der Primera Division betrugen im Jahre 2012 um die 3,5 Milliarden Euro.

### Stadien und Zuschauer
| Jahr                    | Ligaschnitt | Stadion mit höchstem Schnitt            | ⌀      |
| ----------------------- | ----------- | --------------------------------------- | ------ |
| 2003/04                 | 29.653      | Camp Nou (FC Barcelona)                 | 73.624 |
| 2004/05                 | 28.864      | Camp Nou (FC Barcelona)                 | 74.081 |
| 2005/06                 | 29.598      | Camp Nou (FC Barcelona)                 | 74.105 |
| 2006/07                 | 29.055      | Camp Nou (FC Barcelona)                 | 73.466 |
| 2007/08                 | 29.312      | Estadio Santiago Bernabéu (Real Madrid) | 76.332 |
| 2008/09                 | 28.462      | Estadio Santiago Bernabéu (Real Madrid) | 71.523 |
| 2009/10                 | 28.488      | Camp Nou (FC Barcelona)                 | 77.983 |
| 2010/11                 | 28.177      | Camp Nou (FC Barcelona)                 | 79.219 |
| 2011/12                 | 28.462      | Camp Nou (FC Barcelona)                 | 78.340 |
| 2012/13                 | 28.249      | Camp Nou (FC Barcelona)                 | 71.350 |
| 2013/14                 | 26.843      | Camp Nou (FC Barcelona)                 | 71.958 |
| 2014/15                 | 27.021      | Camp Nou (FC Barcelona)                 | 77.632 |
| 2015/16                 | 28.168      | Camp Nou (FC Barcelona)                 | 78.881 |
| 2016/17                 | 27.630      | Camp Nou (FC Barcelona)                 | 77.461 |
| 2017/18                 | 26.886      | Camp Nou (FC Barcelona)                 | 65.731 |
| 2018/19                 | 26.814      | Camp Nou (FC Barcelona)                 | 75.208 |
| 2019/20                 | 20.431      | Camp Nou (FC Barcelona)                 | 53.400 |
| 2020/21                 | 7           | Estadio Mestalla (FC Valencia)          | 142    |
| 2021/22                 | 22.829      | Camp Nou (FC Barcelona)                 | 53.982 |
| 2022/23                 | 29.428      | Camp Nou (FC Barcelona)                 | 83.206 |
| 2023/24                 | 29.012      | Estadio Santiago Bernabéu (Real Madrid) | 72.061 |
| 2024/25                 | 30.017      | Estadio Santiago Bernabéu (Real Madrid) | 72.701 |
| Quelle: weltfussball.de |             |                                         |        |

Die Primera División hatte in den letzten Jahren einen relativ konstanten Zuschauerschnitt von rund 29.000 pro Spiel, was bei insgesamt 380 Begegnungen im Jahr in etwa 11 Millionen Stadionbesuchern pro Saison entspricht. Die Klubs mit den deutlich höchsten Zuschauerzahlen sind Real Madrid und der FC Barcelona, deren Stadien, das Santiago Bernabéu bzw. das Camp Nou, im Saisonschnitt häufig über 70.000 Zuseher pro Spiel beherbergen.
Der FC Valencia wird in naher Zukunft mit dem Nou Mestalla ebenfalls ein modernes Stadion besitzen. Atlético Madrid spielt seit 2018 im neu eröffneten Wanda Metropolitano. Athletic Bilbao und der FC Barcelona arbeiten an Umbau- bzw. Erweiterungsprojekten, weshalb mittelfristig mit einem Anstieg der durchschnittlichen Zuschauerzahlen in Spanien zu rechnen ist.
Charakteristisch für den spanischen Fußball ist auch, dass die meisten bedeutenden Klubs wie beispielsweise Real Madrid, der FC Barcelona, der FC Valencia, Atlético Madrid oder Athletic Bilbao, Eigentümer ihrer Spielstätten sind. Ausnahmen unter den größten Fußballstadien bilden derzeit das Estadio Riazor in A Coruña und La Romareda in Saragossa, die in öffentlicher Hand sind. Dies führt auch dazu, dass die Stadioneinnahmen, ähnlich wie bei zahlreichen Klubs der Premier League und anders als beispielsweise in Italien, einen bedeutenden Anteil am Umsatz haben. Im Geschäftsjahr 2007/08 verbuchten Real Madrid 101,0 Mio. € und der FC Barcelona 91,5 Mio. € an Stadioneinnahmen, was 28 bzw. 29 % ihres Jahresumsatzes ausmachte.

### Fernsehgelder
Ähnlich wie bei den anderen bedeutenden europäischen Ligen, nehmen die Einkünfte aus Fernsehgeldern eine entscheidende Rolle in der Finanzierung der Vereine ein. Jedoch hat man sich in Spanien, ähnlich wie in der Serie A und anders als in Deutschland oder England, für eine dezentrale Vermarktung entschieden. Die Klubs vermarkten folglich ihre Rechte unabhängig voneinander. So wird die finanzielle Differenz zwischen den großen Vereinen, im Wesentlichen Real Madrid und der FC Barcelona, und dem Rest erhöht. Die „Königlichen“ nahmen in der Saison 2007/08 135,8 Mio. € aus TV-Vermarktung ein, beim FC Barcelona waren es 116,2 Mio. €, während der FC Valencia mit 56,4 Mio. € (2006/07) im Vergleich mit Real Madrid auf rund 41 % der Einnahmen kam. Kleinere Vereine kommen gar nur auf einen Bruchteil solcher Beträge.
In jüngster Vergangenheit führte die dezentrale Vermarktung auch zu einem regelrechten „Fernseh-Krieg“ zwischen zwei Medienunternehmen. Lange hielt der Pay-TV Betreiber Sogecable als Mehrheitseigentümer von Audiovisual Sport die Rechte an allen spanischen Profiklubs. Doch ab der Saison 2006/07 begann das Medienproduktionsunternehmen Mediapro immer mehr Vereine mit äußerst lukrativen Verträgen an sich zu binden. Zunächst einigte man sich darauf, dass Digital+ und Canal+ (beide in Mehrheitsbesitz von Sogecable) die Spiele via Pay Per View beziehungsweise verschlüsselt senden durften, während La Sexta, ein frei empfangbarer Sender der von Mediapro kontrolliert wird, ein Samstagspiel um 22 Uhr ausstrahlte. Für 150 Mio. € bekam Mediapro zudem die Rechte an der Zweitverwertung aller Spiele sowie die Auslandsrechte. Zu Beginn der Saison 2007/08 verstrickten sich die beiden Unternehmen jedoch in einen heftigen Streit und warfen sich gegenseitig vor, Zahlungsverpflichtungen nicht eingehalten zu haben.
Als Konsequenz sendete Mediapro mit Unterstützung der LFP (Profiliga) mehr Spiele im Free-TV, als zunächst vereinbart. Beide Kontrahenten verschickten zudem Briefe an sämtliche Mannschaften, die bei ihnen unter Vertrag standen und forderten diese dazu auf, das jeweilige Konkurrenzunternehmen nicht ins Stadion zu lassen. Da Mediapro für die Auslandsübertragungen zuständig war, führte dieser Konflikt auch auf internationaler Bühne zu zahlreichen Übertragungsausfällen.

### Sponsoren
Im Gegensatz zu zahlreichen anderen Ligen in Europa war das Namenssponsoring lange Zeit unüblich. Erst in der Saison 2007/08 entschied sich beispielsweise die Profiliga, erstmals den Namen eines Wettbewerbes zu verändern. Die Segunda División erhielt in der gleichen Spielzeit die offizielle Bezeichnung Liga BBVA. In der Saison 2008/09 schließlich ging dieser Name auf die erste Spielklasse über, während die zweite Division den Namen Liga Adelante bekam. In den Medien hatten sich diese Bezeichnungen jedoch nicht durchgesetzt. Zur Saison 2016/17 schloss die Liga einen Sponsoringvertrag mit der Banco Santander, wodurch die ersten beiden Ligen für drei Jahre die Namen LaLiga Santander und LaLiga 1 | 2 | 3 erhielten. Damit orientierte man sich an der umgangssprachlichen Bezeichnung La Liga, unter der die Liga bereits zuvor bekannt gewesen war.
Bei Klubnamen ist Namenssponsoring sehr unüblich, erstmals im April 2011 wurde ein Club umbenannt: Der FC Getafe wurde nach der Übernahme durch die Royal Emirates Group in Getafe Team Dubai umbenannt. Auch bei Stadien ist Namenssponsoring eher selten. Gegenwärtig trägt nur das Iberostar Estadi den Namen eines Geldgebers.
Die Einkünfte aus Trikotsponsoring sind im internationalen Vergleich eher unterentwickelt. Laut dem European Jersey Report 2010/11 des Marktforschungsunternehmens Sport+Markt liegt die Primera División mit 57,5 Mio. € pro Jahr in diesem Bereich an fünfter Stelle, hinter der Premier League (128 Mio.), der Fußball-Bundesliga (118,5 Mio.), der Serie A (65,9 Mio.) und der Ligue 1 (58,8 Mio.), sowie unmittelbar vor der niederländischen Eredivisie (42 Mio.). Zudem stammen fast 40 % der insgesamt 57,5 Mio. € Einnahmen aus Trikotwerbung eines einzigen Klubs, nämlich Real Madrid: Die „Königlichen“ beziehen rund 23 Millionen pro Jahr von Bwin und liegen damit klar vor Atlético Madrid (10 Mio., KIA) und dem FC Valencia (3,5 Mio., Unibet). Ein Grund für das schlechte Abschneiden bisher im internationalen Vergleich ist die Tatsache, dass mit dem FC Barcelona eines der finanziellen Zugpferde der Liga freiwillig auf Trikotsponsoring verzichtet hat. Erst seit der Saison 2011/12 ist statt des UNICEF-Logos (für das der FC Barcelona kein Geld bekommen hatte) das Emblem der Qatar Foundation auf der Vorderseite der Trikots zu sehen.
Insgesamt zeigt sich auch im Bereich Merchandising und Sponsoring in Spanien ein deutlicher Unterschied zwischen den beiden großen Klubs aus Madrid und Barcelona und dem Rest. Besonders sticht in diesem Aspekt jedoch Real Madrid hervor. Im Geschäftsjahr 2007/08 erwirtschafteten die Madrilenen auf diesem Wege 129,0 Mio. € und lagen damit hinter dem FC Bayern München mit 176,5 Mio. und vor dem FC Barcelona mit 101,1 Mio. €, im internationalen Vergleich an zweiter Stelle.

## Anstoßzeiten
Im Normalfall finden die Spiele der Primera División am Samstag, Sonntag oder Montag statt. Der Großteil der Spiele wird sonntags ausgetragen. In der Saison 2011/12 änderten sich die Anstoßzeiten der Liga, um den asiatischen Markt besser zu erschließen. So beginnt seitdem ein Spiel sonntags um 12 Uhr. Aktuell wird jedes Spiel – mit Ausnahme der beiden letzten Spieltage – von Freitag- bis Montagabend zu einer anderen Uhrzeit angepfiffen.

## Rekorde
Das Benennen von Mannschaftsrekorden ist bei der Primera División kompliziert, da aufgrund der Veränderung der Anzahl der teilnehmenden Mannschaften die Rekorde immer sehr verschiedene Aussagen haben. Ebenso verhält es sich mit den meisten erzielten Toren einer Mannschaft in einer Saison.

### Rekorde hinsichtlich Niederlagen, Tore und Punkte sowie Siegen
Niederlagen
Die wenigsten Niederlagen in einer Saison hatten Real Madrid (1931/32) und Athletic Bilbao (1929/30), da beide jeweils ohne Niederlage blieben. Allerdings absolvierten sie lediglich 18 Partien. In den Saisonen 1988/89 und 2023/24 musste Real Madrid in 38 Begegnungen jeweils nur eine Niederlage hinnehmen. Am längsten ungeschlagen war jedoch der FC Barcelona (43 Spiele, 15. April 2017 bis 9. Mai 2018). Die längste Niederlagenserie legte UD Las Palmas hin (11 Spiele, 13. Dezember 1959 bis 21. Februar 1960).
Spiele ohne Sieg
Am 11. März 2024 endete das Spiel zwischen der UD Almería und dem FC Sevilla mit 2:2, womit erstere das 31. LaLiga-Spiel in Folge ohne Sieg beendete. Zuvor hielt die UD Levante den Rekord mit 27 sieglosen LaLiga-Spielen in Folge.
Tore
Die Saison mit dem höchsten Torschnitt fand 1929/30 statt, in der 420 Tore in 90 Spielen (⌀ 4,67) geschossen wurden, die Saison mit dem geringsten Torschnitt fand dagegen 1972/73 mit 656 in 306 Spielen (⌀ 2,14) statt. Die meisten Tore in einer Saison schoss 2011/12 Real Madrid mit 121 in 38 Spielen, während der FC Barcelona in der Saison 1958/59 auf 96 Tore in 30 Spielen kam und damit beim relativen Wert knapp vor den Madrilenen (⌀ 3,20 zu 3,18) liegt. Die wenigsten Tore in einer Saison schoss 1994/95 CD Logroñés (15 Tore in 38 Spielen, ⌀ 0,39).
Punkte und Siege
Die Saison Real Madrids 1960/61 wird vor allem nach Punkten und Siegen als die „Beste aller Zeiten“ beurteilt. Die meisten Punkte in einer Saison gelangen jedoch sowohl 2011/12 Real Madrid und 2012/13 FC Barcelona (jeweils 100 Punkte in 38 Spielen, ⌀ 2,63). Die längste Siegesserie zeigten ebenfalls sowohl der FC Barcelona (16 Spiele, 16. Oktober 2010 bis 5. Februar 2011) als auch Real Madrid (16 Spiele, 2. März 2016 bis 18. September 2016). Am längsten ohne Sieg dagegen blieb Sporting Gijón (24 Spiele, 22. Juni 1997 bis 1. Februar 1998). Die wenigsten Punkte in einer Saison schafften 1943/44 Celta Vigo (9 Punkte in 26 Spielen, ⌀ 0,35), 1934/35 Arenas Club Getxo (9 Punkte in 22 Spielen, ⌀ 0,41) sowie 1928/29 Racing Santander (9 Punkte in 18 Spielen, ⌀ 0,5).

### Titelrekorde
Francisco Gento gewann mit zwölf Titeln die meisten Meisterschaften. Erfolgreichster Trainer ist sein langjähriger Trainer Miguel Muñoz mit insgesamt 13 Titeln.

### Offensiv-Rekorde
Erfolgreichster Torjäger ist Lionel Messi mit 474 Toren. Dem Argentinier gelangen auch die meisten Tore innerhalb einer Saison (2011/12, 50 Tore in 37 Spielen), dicht gefolgt von Cristiano Ronaldo (2014/15, 48 Tore in 35 Spielen). Am häufigsten Torschützenkönig wurde ebenfalls Messi mit sieben Titeln, gefolgt von Zarra mit sechs und von Alfredo Di Stéfano, Quini und Hugo Sánchez mit jeweils fünf. Lionel Messi ist außerdem der einzige Spieler, der in zwölf aufeinanderfolgenden Spielzeiten jeweils mindestens 20 Tore erzielte. Darüber hinaus ist er der einzige Spieler, der in 15 aufeinanderfolgenden Spielzeiten immer mindestens zehn Tore erzielen konnte.
Der Portugiese Cristiano Ronaldo ist dagegen der einzige Spieler, der in sechs aufeinanderfolgenden Spielzeiten jeweils mindestens 30 Tore erzielen konnte. Ronaldo verwandelte außerdem die meisten Elfmeter (61), dicht gefolgt von Lionel Messi (60). Messi leistete sich dabei die meisten Fehlschüsse vom Elfmeterpunkt (14).
Die meisten Tore in einer Partie erzielten Bata (am 8. Februar 1931 beim 12:1 von Athletic Bilbao gegen den FC Barcelona) und László Kubala (am 10. Februar 1952 beim 9:0 des FC Barcelona gegen Sporting Gijón); beide erzielten jeweils sieben Tore.

### Defensiv-Rekorde
Erfolgreichster Torwart ist 1955/56 Antoni Ramallets mit dem FC Barcelona mit einer Quote von 0,82 Gegentoren pro Spiel. Er ist der Torwart zusammen mit Víctor Valdés (offizieller maximaler Titelträger der Zamora-Trophäe), der die wenigsten Tore in einer Saison zugelassen hat (beide 5 Mal). Der FC Barcelona gehört auch zur Mannschaft mit den meisten Zamora-Trophäen (20).

### Rekordspieler und -torschützen

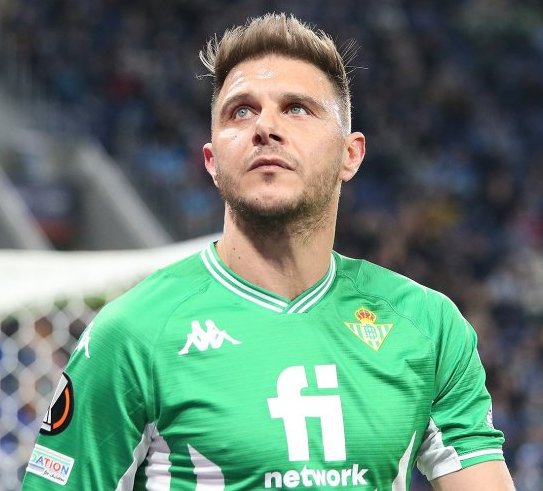
Rekordspieler Joaquín …

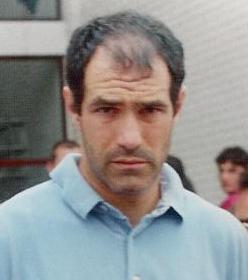
… und Andoni Zubizarreta

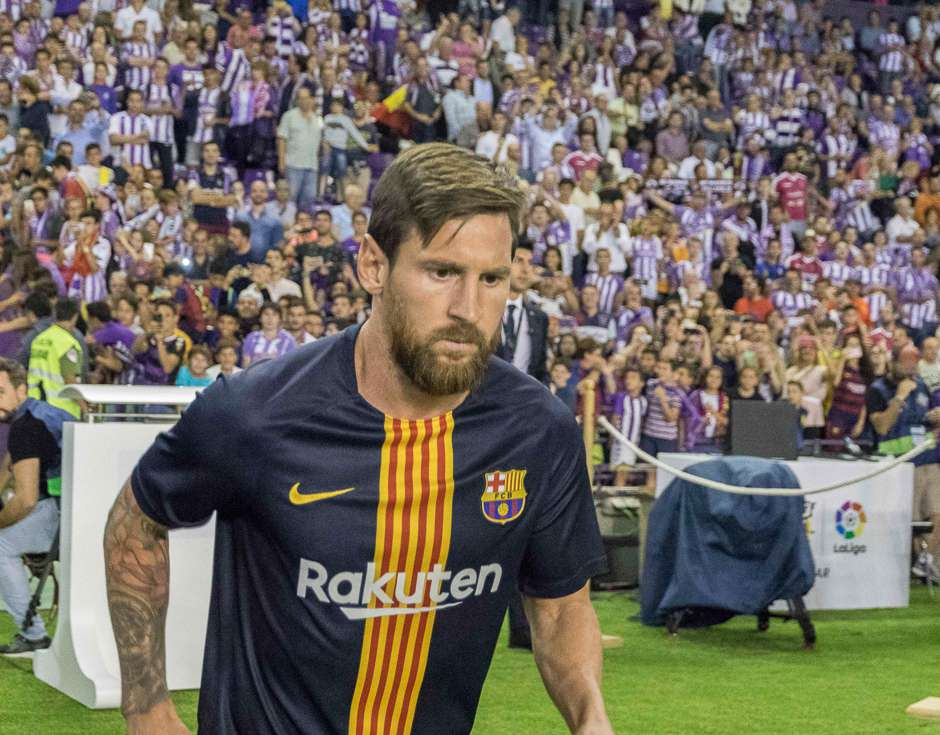
Rekordtorschütze Lionel Messi

| Rekordspieler  | Rekordspieler      | Rekordspieler | Rekordspieler   | Rekordspieler |
| -------------- | ------------------ | ------------- | --------------- | ------------- |
| Spieler a      | Spieler a          | Zeitraum      | Verein b        | Spiele        |
| 01             | Joaquín            | 2001–2023     | Betis Sevilla   | 622           |
|                | Andoni Zubizarreta | 1981–1998     | FC Barcelona    | 622           |
| 03             | Raúl García        | 2004–2024     | Athletic Bilbao | 609           |
| 04             | Raúl               | 1994–2010     | Real Madrid     | 550           |
| 05             | Eusebio            | 1983–2002     | Real Valladolid | 543           |
| 06             | Francisco Buyo     | 1976–1997     | Real Madrid     | 542           |
| 07             | Sergio Ramos       | 2004–2024     | Real Madrid     | 536           |
| 08             | Antoine Griezmann  | 2009–0000     | Atlético Madrid | 530           |
| 09             | Dani Parejo        | 2009–0000     | FC Valencia     | 526           |
| 10             | Manolo Sanchís     | 1983–2001     | Real Madrid     | 523           |
| Rekordtorjäger |                    |               |                 |               |
| Spieler a      | Spieler a          | Zeitraum      | Verein c        | Tore          |
| 01             | Lionel Messi       | 2004–2021     | FC Barcelona    | 474 (⌀ 0,91)  |
| 02             | Cristiano Ronaldo  | 2009–2018     | Real Madrid     | 311 (⌀ 1,07)  |
| 03             | Zarra              | 1940–1955     | Athletic Bilbao | 251 (⌀ 0,90)  |
| 04             | Karim Benzema      | 2009–2023     | Real Madrid     | 238 (⌀ 0,54)  |
| 05             | Hugo Sánchez       | 1981–1994     | Real Madrid     | 234 (⌀ 0,67)  |
| 06             | Raúl               | 1994–2010     | Real Madrid     | 228 (⌀ 0,41)  |
| 07             | Alfredo Di Stéfano | 1953–1966     | Real Madrid     | 227 (⌀ 0,69)  |
| 08             | César              | 1941–1960     | FC Barcelona    | 225 (⌀ 0,64)  |
| 09             | Quini              | 1970–1987     | Sporting Gijón  | 219 (⌀ 0,49)  |
| 10             | Pahiño             | 1943–1956     | Real Madrid     | 210 (⌀ 0,76)  |

Stand: Saisonende 2024/25, Datenquelle: weltfussball.de / transfermarkt.de / bdfutbol.com

## UEFA-Fünfjahreswertung
Platzierung in der UEFA-Fünfjahreswertung:
(in Klammern die Vorjahresplatzierung). Die Kürzel CL, EL und CO hinter den Länderkoeffizienten geben die Anzahl der Vertreter in der Saison 2026/27 der Champions League, der Europa League sowie der Conference League an.
- 01.  (01)  England (Liga, Pokal, Ligapokal) – Koeffizient: 115.196 – CL: 4, EL: 2, CO: 1
- 02.  (02)  Italien (Liga, Pokal) – Koeffizient: 97.231 – CL: 4, EL: 2, CO: 1
- 03.  (03)  Spanien (Liga, Pokal) – Koeffizient: 94.453 – CL: 4, EL: 2, CO: 1
- 04.  (04)  Deutschland (Liga, Pokal) – Koeffizient: 86.331 – CL: 4, EL: 2, CO: 1
- 05.  (05)  Frankreich (Liga, Pokal, Ligapokal) – Koeffizient: 73.093 – CL: 4, EL: 2, CO: 1

Stand: Ende der Europapokalsaison 2024/25